# Agger
Die Agger ist ein 69,5 km langer, nordöstlicher und rechter Nebenfluss der Sieg im südlichen Nordrhein-Westfalen. Sie fließt im Märkischen Kreis, Oberbergischen Kreis, Rheinisch-Bergischen Kreis und Rhein-Sieg-Kreis.

## Namensherkunft
Der Name Agger leitet sich von urgermanisch akra- ‚treibend‘ ab.

## Geographie

### Verlauf
Die Quelle der Agger liegt am südlichen Stadtrand von Meinerzhagen im märkischen Sauerland auf 437 m ü. NHN und einen Kilometer westlich der Volmequelle. Von hier aus fließt sie zunächst nach Süden, wobei sie rechts- und linksseitig mehrere kleine Bäche aufnimmt. Kurz hinter Grünenthal mündet der von Osten kommende Leienbach. Wenige Kilometer weiter erreicht die Agger die nach ihr benannte Aggertalsperre. Hier münden die aus Osten kommende Rengse und die ebenfalls aus Norden kommende Genkel, die nur wenige Kilometer vor ihrer Mündung in die Aggertalsperre selbst an der Genkeltalsperre gestaut wird.
Nach dem Verlassen der Aggertalsperre fließt die Agger bei Dümmlinghausen, hier von einem Bahndamm der abgebauten Gummersbacher Kleinbahnen linksseitig gesäumt, in einem weiten Bogen westlich um den Aehlenberg (380,9 m), nimmt rechtsseitig den Hesselbach und linksseitig den Leienbach auf und erreicht wenig später Derschlag. Hier mündet die von Nordosten aus Bergneustadt kommende Dörspe und die aus Süden kommende Steinagger. Die Agger wendet ihren Lauf hier nach Westen, durchfließt Rebbelroth und nimmt bei Niederseßmar den von Norden zufließenden Seßmarbach auf. Ebenfalls von Norden fließen ihr dann bei Vollmerhausen der Rospebach und Strombach und der von Südosten kommende Halstenbach zu.
Bei Oesinghausen mündet der von Norden kommende Loper Bach, der kurz zuvor noch den längeren Lambach aufgenommen hat. Zwischen Osberghausen und Ründeroth mündet die aus Süden zufließende Wiehl. Der rechtsseitig zufließende Walbach hat eine unterirdische Mündung in Ründeroth und, etwas aggerabwärts, eine oberirdische Mündung gegenüber der Ortslage Ohl. Im Bereich von Engelskirchen mündet zunächst linksseitig der Kaltenbach, dann rechtsseitig die Leppe und der Horpebach. Bei Loope nimmt die Agger den aus Osten kommenden Loopebach und den von Norden kommenden Hölzernen Siefen auf.
Hinter Loope fließt die Agger Richtung Südwesten. Nach dem Stausee Ehreshoven mündet der aus Südosten kommende Schlingenbach und der Lombach. Wenig später umfließt die Agger Overath, um einige Kilometer weiter den aus Nordwesten kommenden Bombach und den Dahlhauser Bach aufzunehmen. Der weitere Weg führt die Agger an den Lohmarer Ortsteilen Agger, Honsbach, Neuhonrath und Wahlscheid vorbei. In Honsbach fließt linksseitig der Agger der von Osten kommende Honsbach zu. In Neuhonrath fließt linksseitig der ebenfalls aus Osten kommende Maarbach der Agger zu. In Wahlscheid fließt zunächst der Steffensbach im Aggerbogen von der rechten Uferseite zu, dann folgen drei weitere namenlose Bäche, ebenfalls vom rechten Ufer. Nach der Holzbrücke bei der Schiffarther Straße mündet der Hohner Bach von der linken Uferseite der Agger. Kurz danach fließt der Oberscheider Bach von rechts der Agger zu. Am südlichen Ende von Wahlscheid münden schließlich von der linken Uferseite der Kirchbach, der Mackenbach, der Atzenbach und der Stolzenbach in die Agger. Vor Donrath in Kreuznaaf wird der aus Osten zufließende Naafbach aufgenommen. In Donrath fließen linksseitig der Ellhauser Bach und der Hasselsiefen in die Agger. Zwischen Donrath und Lohmar mündet die von Norden kommende Sülz und der aus Osten kommende Jabach. Bei Lohmar mündet dann zunächst linksseitig der aus Nordwesten kommende Scheuerbach und der durch Lohmar fließende Auelsbach. Wenig später mündet die Agger zwischen Troisdorf im Westen und Siegburg im Osten in die Sieg.
Auf ihrem Weg von der Quelle zur Mündung erfährt die Agger mit einem mittleren Sohlgefälle von 5,6 ‰ einen Höhenunterschied von 386 m.
Das Einzugsgebiet der Agger grenzt im Uhrzeigersinn an die Einzugsgebiete von Volme (nördlich), Bigge (östlich), Wisserbach (südöstlich), Holper Bach, Bröl und Wahnbach (südlich) sowie Siegburger Mühlengraben (südwestlich), Flehbach (westlich) und Wupper (nordwestlich).

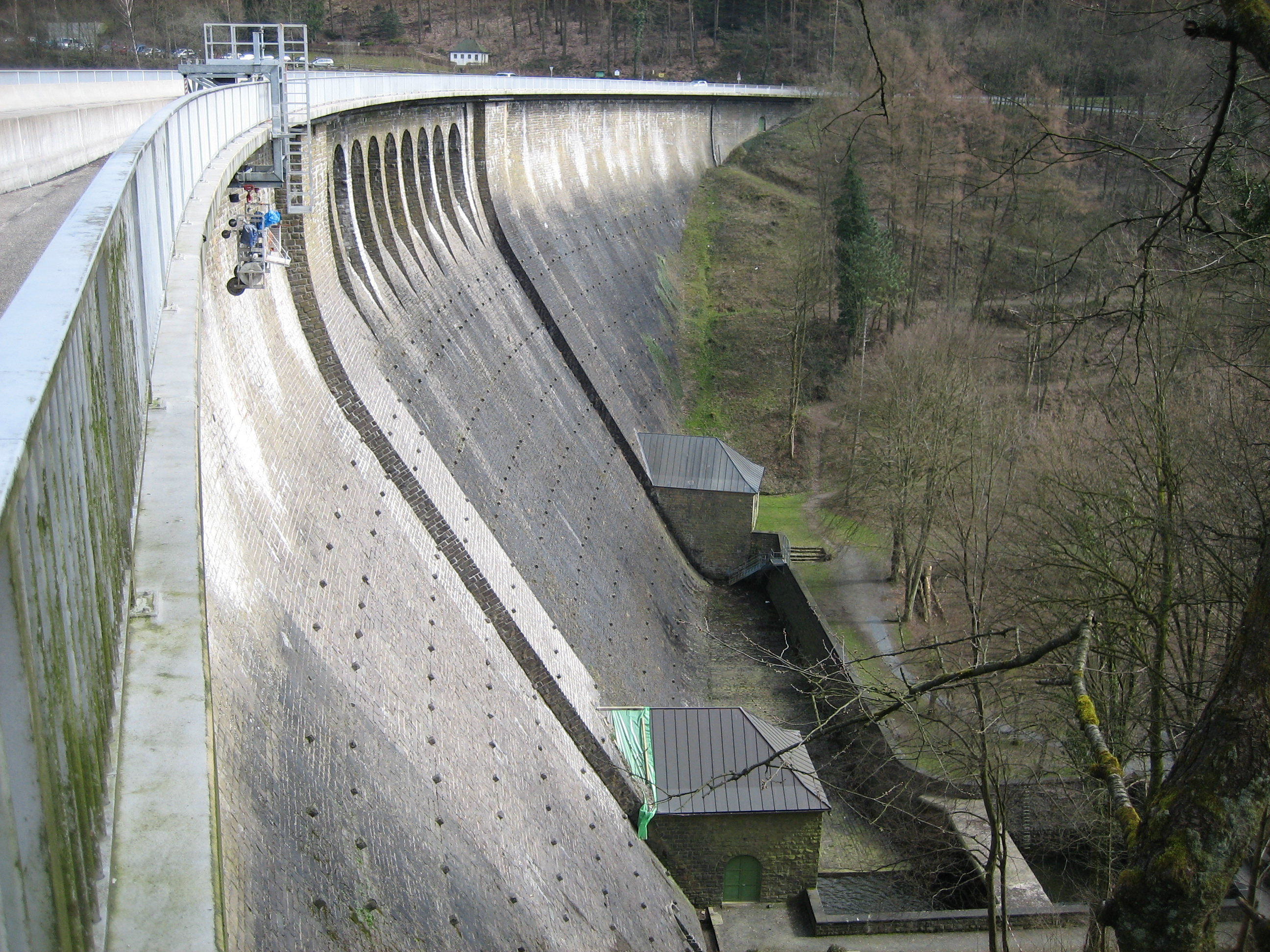
Aggertalsperre bei Hackenberg
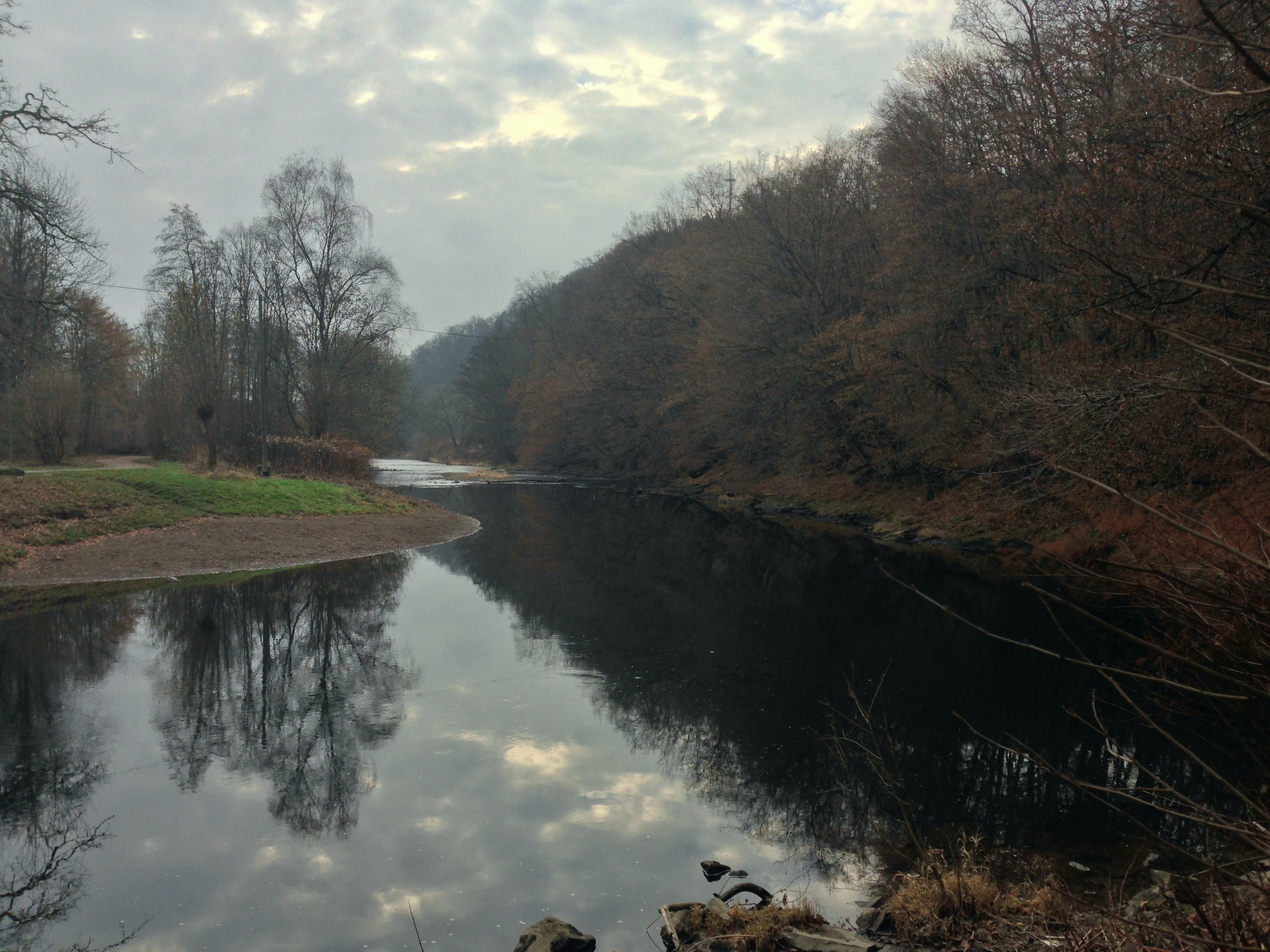
Die Agger in Lohmar
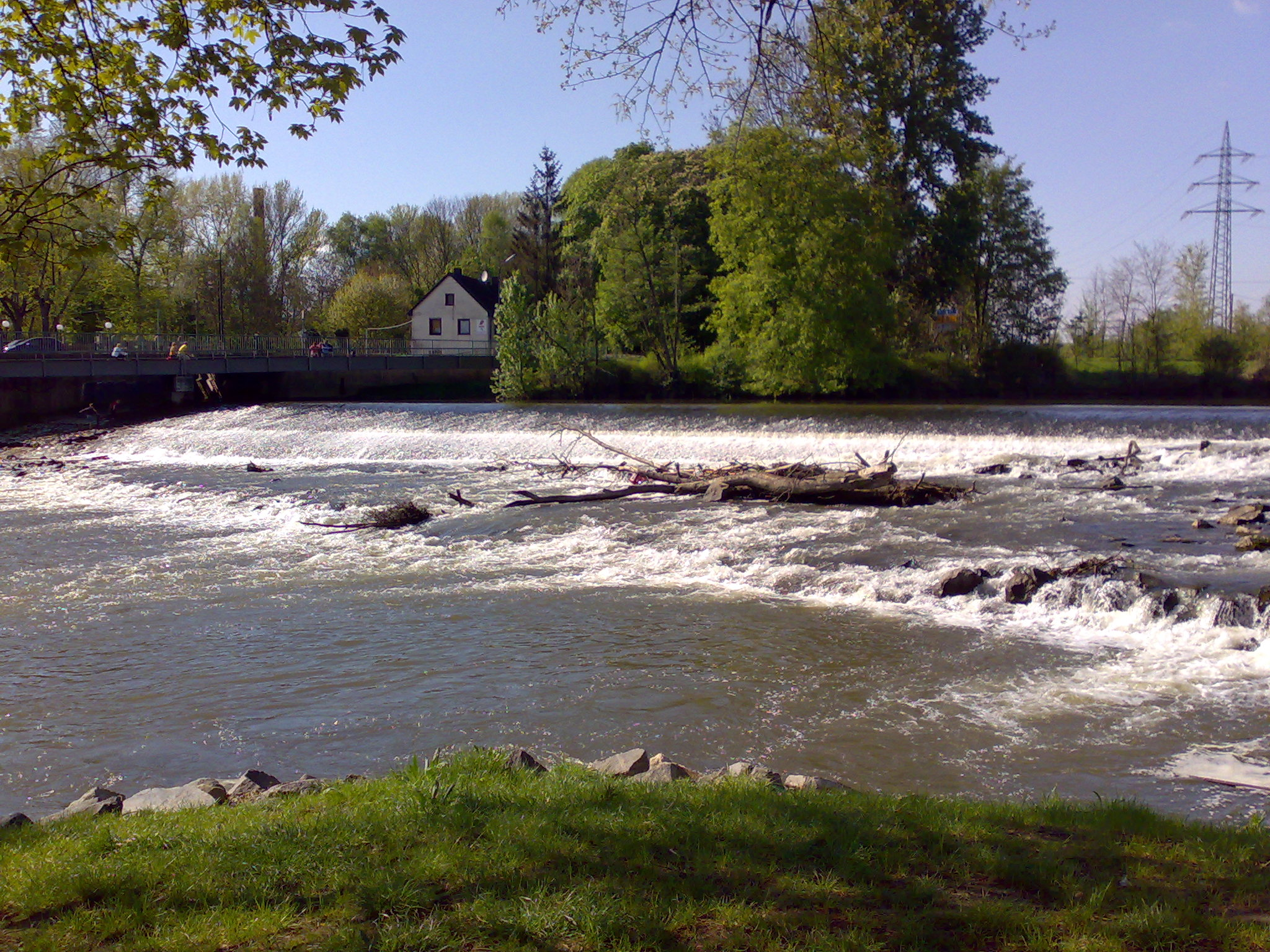
Aggerwehr in Troisdorf
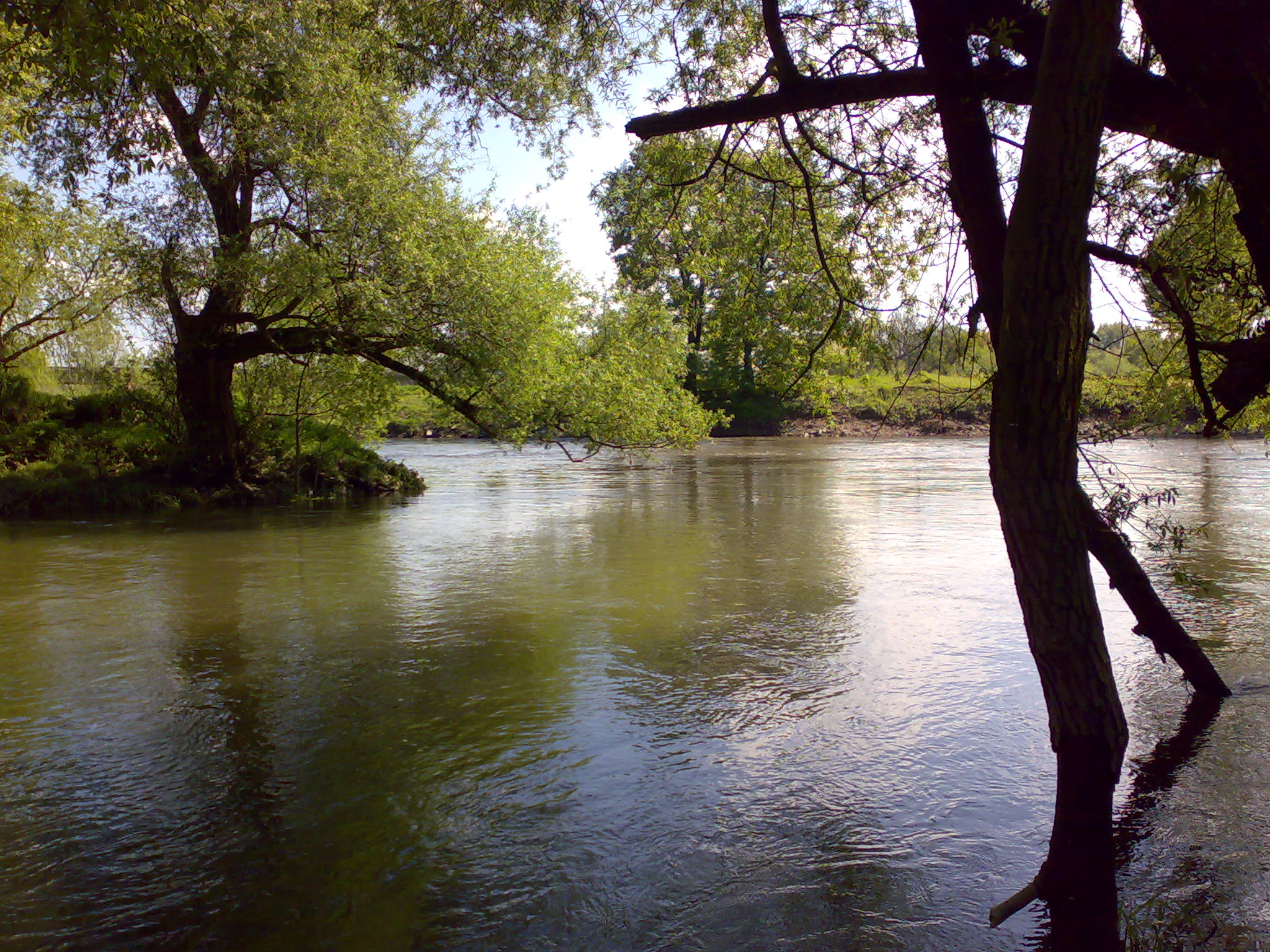
Mündung der Agger in die Sieg (von hinten links)
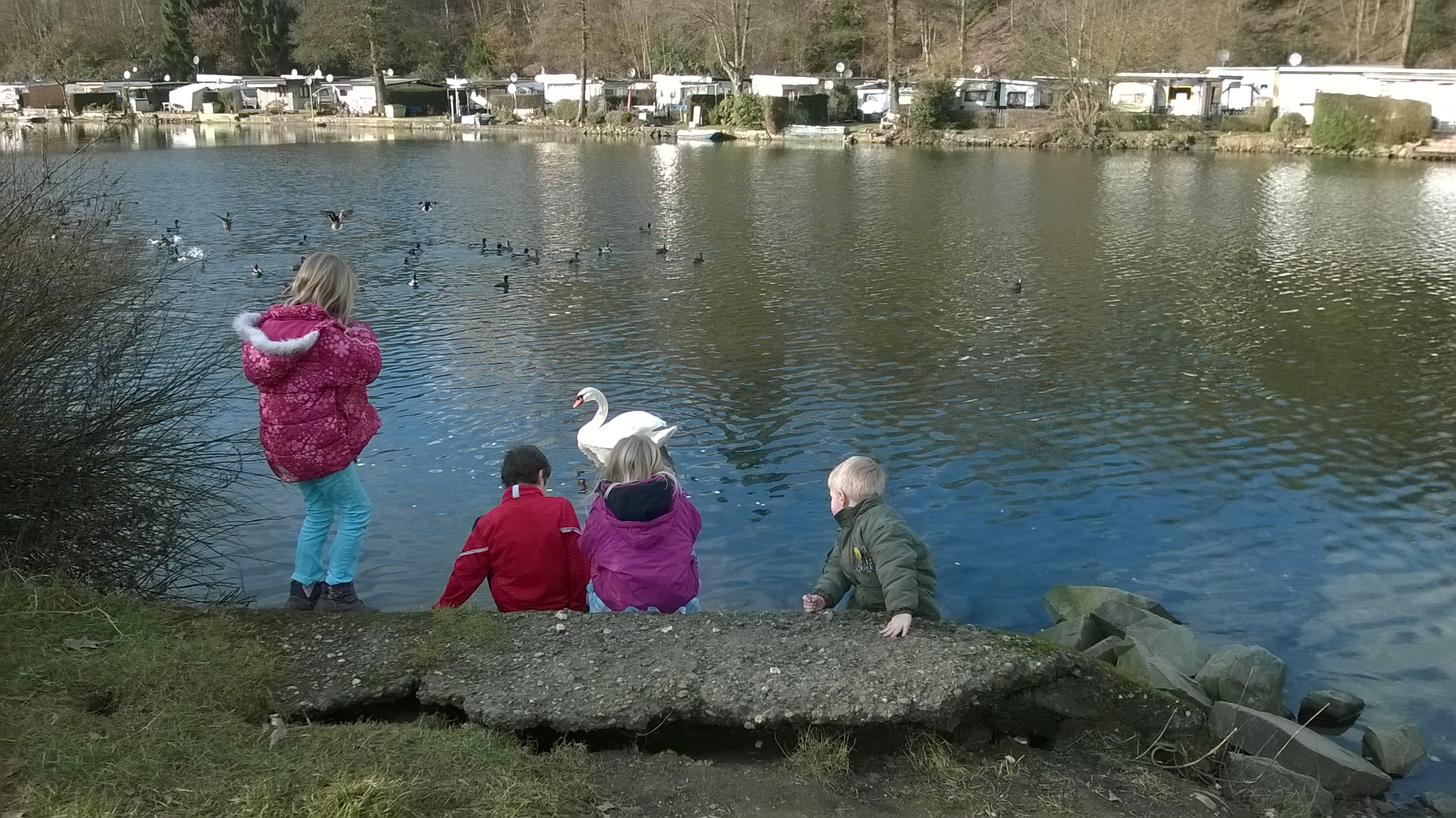
Die Agger in Loope

### Nebenflüsse
Größter Nebenfluss der Agger ist die Sülz bei Flusskilometer 7,1. Mit ihrem 244,571 km² Einzugsgebiet hat sie einen Anteil von 30 % an dem der Agger. Weiterer wichtiger Nebenfluss ist die Wiehl, die mit einer Länge von 33,6 km länger ist als die Agger mit 27,7 km bis zu diesem Punkt. Die Agger hat jedoch an dieser Stelle mit 180,592 km² gegenüber der Wiehl mit 140,721 km² das größere Einzugsgebiet. Im Folgenden werden die Nebenflüsse der Agger genannt, die länger als 5 km oder ein Einzugsgebiet mit mehr als 5 km² haben. Die Nennung erfolgt in der Reihenfolge von der Quelle zur Mündung.
| Name          | Stat. in km | Lage   | Länge in km | EZG in km² | Mündungshöhe in m ü. NHN | GKZ      |
| ------------- | ----------- | ------ | ----------- | ---------- | ------------------------ | -------- |
| Rengse        | 61,463      | links  | 5,630       | 7,475      | 284                      | 2728 12  |
| Genkel        | 60,890      | rechts | 7,102       | 10,656     | 284                      | 2728 14  |
| Dörspe        | 56,035      | links  | 11,747      | 27,633     | 202                      | 2728 18  |
| Steinagger    | 55,830      | links  | 11,424      | 30,343     | 201                      | 2728 2   |
| Seßmarbach    | 51,481      | rechts | 9,036       | 20,182     | 181                      | 2728 32  |
| Rospebach     | 48,779      | rechts | 8,194       | 13,279     | 169                      | 2728 34  |
| Strombach     | 48,548      | rechts | 8,313       | 6,390      | 169                      | 2728 36  |
| Loper Bach    | 43,766      | rechts | 3,068       | 10,017     | 153                      | 2728 38  |
| Wiehl         | 41,779      | links  | 33,594      | 140,721    | 145                      | 2728 4   |
| Walbach       | 38,284      | rechts | 5,057       | 6,581      | 132                      | 2728 52  |
| Kaltenbach    | 36,227      | links  | 5,356       | 5,756      | 126                      | 2728 54  |
| Leppe         | 33,811      | rechts | 19,392      | 52,227     | 119                      | 2728 6   |
| Loopebach     | 30,589      | links  | 7,697       | 12,528     | 111                      | 2728 72  |
| Schlingenbach | 25,884      | links  | 6,613       | 8,731      | 099                      | 2728 74  |
| Naafbach      | 9,963       | links  | 22,652      | 45,869     | 067                      | 2728 78  |
| Sülz          | 7,102       | rechts | 48,711      | 244,571    | 062                      | 2728 8   |
| Jabach        | 6,901       | links  | 7,809       | 7,523      | 061                      | 2728 92  |
| Auelsbach     | 5,412       | links  | 7,417       | 7,720      | 059                      | 2728 94  |
| Rothenbach    | 2,806       | links  | 5,672       |            | 056                      | 2728 994 |

### Ortschaften
- Meinerzhagen (Quelle)
- Lantenbach
- Leienbach
- Dümmlinghausen
- Derschlag
- Rebbelroth
- Niedersessmar
- Vollmerhausen
- Dieringhausen
- Osberghausen
- Wiehlmünden
- Ründeroth
- Engelskirchen
- Loope
- Remshagen
- Vellingen
- Hohkeppel
- Vilkerath
- Overath
- Agger
- Neuhonrath
- Wahlscheid
- Donrath
- Altenrath
- Lohmar
- Troisdorf / Siegburg (Mündung) gegenüber Sankt Augustin

## Naturschutz und Renaturierung
Die Aggerauen und ein schmaler Streifen entlang des Ufers von Vilkerath bis fast zur Mündung bilden das FFH-Gebiet Agger. Unter anderem wird in der Agger die Wiederansiedlung des Lachses versucht.
In Lohmar-Wahlscheid fließt die Agger durch den Landschaftsgarten Aggerbogen. Dort wurden von der Stadt Lohmar, dem Land Nordrhein-Westfalen und dem Naturschutzbund Deutschland (Nabu) Renaturierungen der Aggeruferregion vorgenommen. Der Landschaftsgarten Aggerbogen ist zudem Standort der Naturschule Aggerbogen, in der Kinder und Erwachsene Natur und Umweltschutz erklärt bekommen.

## Aggerverband
Der Aggerverband (mit Sitz in Gummersbach) kümmert sich im oben genannten Gebiet um die Unterhaltung der Fließgewässer, den Hochwasserschutz, Reinigung des Abwassers sowie um die Trinkwasseraufbereitung und -versorgung.

## Wetterereignisse
Im Januar 2009 war die Agger bei mehrtägigen Außentemperaturen von −17 °C und kälter stellenweise komplett mit einer 5 bis 10 cm dicken Eisschicht bedeckt, zum Beispiel an den Flussabschnitten der Agger in Lohmar-Wahlscheid, so etwa dem Aggerbogen. Die Uferzonen waren so gut wie durchgängig mit einem mindestens einen Meter breiten Eisstreifen versehen. Von den Brücken über die Agger konnte man Eisschollen treiben sehen.

## Geschichte
An der unteren Agger fand am 2. Januar 1584 innerhalb des Truchsessischen Krieges die Schlacht an der Agger statt.

## Verkehr
Nach der Agger ist neben einigen Straßen auch die Eisenbahnstrecke Aggertalbahn benannt, die an vielen Orten fast parallel verläuft. Bis in die 1950er verlief in Dümmlinghausen auch parallel die Trasse der Gummersbacher Kleinbahnen, deren Bahndamm bis heute zwischen dem Kreisverkehr Richtung Bernberg/Derschlag und der ersten Biegung der Aggertalstraße zu sehen ist.